# Judy Farr
Judy Farr é uma diretora de arte britânica. Como reconhecimento, foi nomeada ao Oscar 2011 na categoria de Melhor Direção de Arte por The King's Speech.